# Tess von den d’Urbervilles

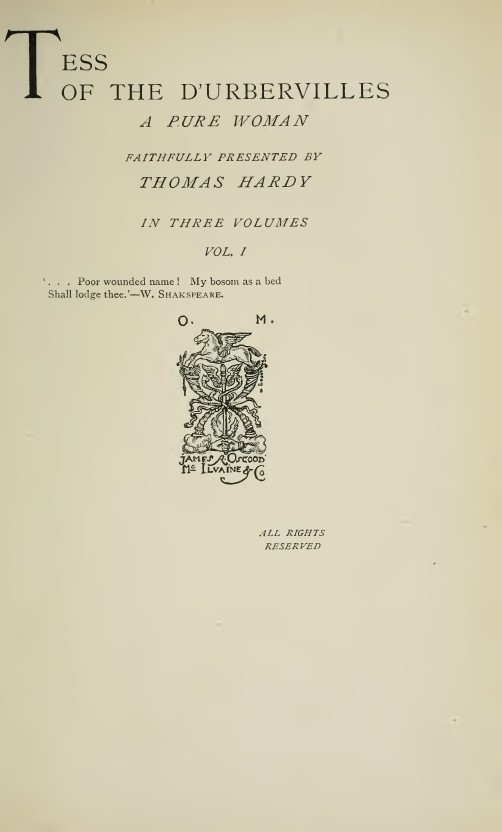
Tess d'Urbervilles

Tess von den d’Urbervilles: Eine reine Frau, in einer neuen Übersetzung auch kurz: Tess (im englischen Original: Tess of the d’Urbervilles: A Pure Woman Faithfully Presented), ist ein Roman des englischen Schriftstellers Thomas Hardy, der 1891 erschien. Hardys vorletzter Roman, gefolgt von Herzen im Aufruhr (engl.: Jude the Obscure), zählt heute zu den großen Klassikern der englischen Literatur, zu seiner Zeit war die Aufnahme bei Kritik und Publikum gemischt, zum Teil, weil Hardys Position die rigide Sexualmoral seiner Zeit in Frage stellte. Das Werk erschien 1925 unter dem Titel Tess von d’Urbervilles im Paul List Verlag erstmals in deutscher Sprache und erfuhr noch im selben Jahr eine zweite Auflage. Entgegen dem Buchtitel wurde der Name der Hauptperson im Fließtext, gemäß der damaligen Rechtschreibung, mit Teß wiedergegeben.

## Inhalt

### Teil 1: The Maiden (Kapitel 1 bis 17)
Tess ist das älteste Kind von John „Jack“ und Joan Durbeyfield, einfachen und ungebildeten Landarbeitern. Eines Tages erfährt John vom Pfarrer Tringham beiläufig, er sei eigentlich adliger Herkunft. Tringham, dessen Steckenpferd die Ahnenforschung ist, hat herausgefunden, dass „Durbeyfield“ eine Abwandlung von D’Urberville sei, der Name einer vornehmen, inzwischen ausgestorbenen normannischen Familie. Die achtlose Bemerkung des Pfarrers steigt John sofort zu Kopfe.
Am selben Tag nimmt Tess am Maitanz des Dorfes teil, wo sie kurz Angel Clare trifft, den jüngsten Sohn des Reverends James Clare, der sich auf einer Wanderung mit seinen beiden Brüdern befindet. Er hält an, um mitzutanzen und findet in einigen anderen Mädchen bereitwillige Tanzpartnerinnen. Obwohl Angel Tess’ Schönheit bemerkt, fordert er sie nicht zum Tanz auf.
Tess’ Vater, ausgelassen über die Neuigkeit seiner edlen Abkunft, betrinkt sich an diesem Abend zu stark, um in der Nacht zum entfernten Markt zu fahren, so dass Tess diese Aufgabe übernimmt, obwohl auch sie angesichts des Maitanzes nicht in der angemessenen Verfassung ist. Sie schläft während der Fahrt an den Zügeln ein, ihr Kutschpferd gerät in den Weg eines entgegenkommenden Fahrzeugs und wird getötet. Der Verlust des einzigen Zugtieres ist für die Durbeyfields ein wirtschaftliches Desaster, und Tess fühlt sich schuldig am Tod des Pferdes. Daher gibt sie dem Drängen der Mutter nach und willigt ein, Mrs. d’Urberville zu besuchen – eine reiche Witwe, die in dem nahen Ort Trantridge lebt. Tess soll dort die Verwandtschaft der Familien anmahnen und möglichst Unterstützung für die Durbeyfields erreichen. Sie weiß nicht, dass Mrs. d'Urberville keinerlei Verwandtschaft mit den alten d’Urbervilles hat; ihr verstorbener Mann, Simon Stoke, ein Glücksritter aus dem Norden Englands, hatte den Titel und Namen einst unter zweifelhaften Umständen übernommen.
Tess trifft in Trantridge nicht die alte Mrs. d’Urberville an, sondern ihren Sohn Alec, einen zynischen Freigeist. Alec findet Geschmack an der schönen Tess und verschafft ihr eine Stelle als Geflügelhüterin auf dem Gut der d’Urbervilles. Er macht wiederholt Annäherungsversuche, aber Tess, wenngleich geschmeichelt, widersteht ihm. Eines Abends spät, als Tess mit anderen Dörflern aus Trantridge von einem abendlichen Ausflug in die Stadt heimkehrt, kommt es zum handgreiflichen Zusammenstoß zwischen Tess und Car Darch, der jüngst verstoßenen Geliebten von Alec. Alec erscheint zu Pferd und „rettet“ sie aus der misslichen Lage. Er bringt sie allerdings nicht heim, sondern reitet mit ihr ziellos durch den Nebel, bis sie zu einer alten Höhle kommen. Hier eröffnet Alec ihr, dass sie sich verirrt hätten. Alec macht sich zu Fuß auf die Suche nach Hilfe, während Tess allein zurückbleibt und erschöpft einschläft, zugedeckt mit dem Mantel, den er ihr überlassen hat. Alec kehrt nach einiger Zeit allein zurück, und es bleibt dem Leser überlassen, zu entscheiden, ob er sie anschließend vergewaltigt oder verführt.

### Teil 2: Maiden No More (Kapitel 17 bis 20)
Nach einigen Wochen verwirrter Tändelei mit Alec beginnt Tess, ihn zurückzuweisen. Gegen seinen Wunsch kehrt sie zurück ins Haus ihres Vaters, wo sie sich in ihrem Zimmer verbirgt. Im nächsten Sommer gebiert sie einen kränklichen Sohn, der nur einige Wochen zu leben hat. An seinem letzten Abend tauft ihn Tess selbst, nachdem der Ortspfarrer seine Unterstützung verweigert. Sie gibt ihm den Namen „Sorrow“ (Sorge). Ihr stolzer Vater versperrt die Tür, um zu verhindern, dass sie nach dem Pfarrer ruft. Tess begräbt Sorrow in ungeweihter Erde und stellt Blumen in einem Marmeladentopf auf sein Grab.

### Teil 3: The Rally (Kapitel 20 bis 24)
Mehr als zwei Jahre nach den Ereignissen in Trantridge ist Tess, jetzt zwanzig Jahre alt, bereit für einen Neuanfang. Sie sucht sich Arbeit fern von ihrem Dorf, wo man ihre Vergangenheit nicht kennt. Sie findet eine Anstellung als Milchmädchen auf einem Hof in Talbothays, wo sie für Mr. und Mrs. Crick arbeitet. Sie freundet sich dort mit drei anderen Milchmädchen an und begegnet erneut Angel Clare, der als eine Art Praktikant in Talbothays die Führung eines großen Milchhofes studiert. Zwar sind die anderen Milchmädchen sehnsuchtsvoll-schwärmend verliebt in Angel, doch dieser interessiert sich mehr und mehr für Tess, und die beiden verlieben sich ineinander.

### Teil 4: The Consequence (Kapitel 25 bis 34)
Angel verbringt einige freie Tage zu Besuch bei seiner Familie in Emminster. Seine Brüder Felix und Cuthbert, die beide eine kirchliche Laufbahn eingeschlagen haben, bemerken Angels gröberes Benehmen, während er seine Brüder als farblos und engstirnig empfindet. Nach der Abendandacht diskutiert Angel mit seinem Vater seine Heiratsaussichten. Die Clares haben für Angel eine Heirat mit Mercy Chant im Sinn, einer frömmelnden Lehrerin; aber Angel vertritt die Auffassung, eine Frau, die das Bauernleben versteht, wäre eine sinnvollere Wahl. Er erzählt seinen Eltern von Tess, und sie wollen sie treffen. Sein Vater berichtet von seinen Bemühungen, die örtliche Bevölkerung zu bekehren und erwähnt sein Scheitern bei einem jungen Tunichtgut namens Alec d’Urberville.
Angel kehrt zum Milchhof Talbothays zurück und macht Tess einen Heiratsantrag. Das versetzt Tess in ein schmerzhaftes Dilemma. Angel hält sie offenkundig für eine Jungfrau und, auch wenn sie ihn nicht betrügen will, schreckt sie davor zurück, ihm ihre Vergangenheit zu offenbaren, aus Angst, seine Liebe und Bewunderung zu verlieren. Ihre Leidenschaft für ihn ist so stark, dass sie nach langem Hin und Her in die Heirat einwilligt und ihm „beichtet“, sie sei so zögerlich gewesen, weil sie gehört habe, er hasse alte Familien und würde ihre Herkunft als d’Urberville missbilligen. Er aber nimmt diese Nachricht hocherfreut auf, weil er glaubt, ihre edle Herkunft würde Tess für seine Familie akzeptabler machen.
Je näher die Hochzeit naht, desto aufgewühlter wird Tess. Sie schreibt ihrer Mutter um Rat; Joan empfiehlt ihr, die Vergangenheit ruhen zu lassen. Ihre Sorge steigt, als ein Mann aus Trantridge namens Groby sie erkennt, als sie mit Angel beim Einkaufen ist, und sie mit Andeutungen über ihre Vergangenheit belästigt. Angel bekommt das mit und verfällt gegenüber Groby in einen groben Jähzorn, der für ihn sonst völlig untypisch ist. Tess beschließt, Angel nicht mehr zu belügen und schreibt ihm einen Brief, in dem sie ihre Vergangenheit mit d’Urberville erklärt; sie schiebt den Brief unter seiner Schlafzimmertür durch. Als Angel sie am nächsten Morgen mit unveränderter Zuneigung begrüßt, erkennt sie, dass der Brief in seinem Zimmer unter dem Teppich gelandet ist. Angel hat ihn nicht gelesen. Sie zerstört ihn.
Die Heirat verläuft störungsfrei, obwohl Tess viele böse Zeichen bemerkt (ein Hahn kräht am Nachmittag, und die alte Kutsche der d’Urbervilles, Gegenstand einer gruseligen Sage, taucht auf). Tess und Angel verbringen ihre Hochzeitsnacht in einem ehemaligen Herrschaftshaus der d’Urbervilles, das jetzt als Gasthaus fungiert. Angel gibt Tess Diamantschmuck, der seiner Patentante gehört hat und gesteht ihr, dass er einst in London eine kurze Affaire mit einer älteren Frau gehabt hat. Als sie dieses Geständnis hört, fühlt Tess sich sicher, dass Angel ihre eigene Verfehlung auch vergeben wird, und erzählt ihm die ganze Geschichte ihrer Beziehung mit Alec.

### Teil 5: The Woman Pays (Kapitel 35 bis 44)
Entgegen ihrer Vermutung ist Angel von Tess’ Geständnis entsetzt. Er verbringt den Rest der Hochzeitsnacht auf dem Sofa. Auch wenn Tess von seiner Reaktion tief getroffen ist, akzeptiert sie seine plötzliche Entfremdung als verdient. Nach einigen schrecklichen, unbehaglichen Tagen miteinander, schlägt sie die Trennung vor, und erzählt ihrem Mann, dass sie zu ihren Eltern zurückkehren werde. Angel gibt ihr etwas Geld und verspricht ihr, er werde versuchen, sich mit ihrer Vergangenheit zu versöhnen, bittet sie aber, ihrerseits keinen Kontakt mit ihm zu suchen, bis er sie aufsuche. Nach einem kurzen Besuch bei seinen Eltern nimmt Angel ein Schiff nach Brasilien, um dort eine neue Existenz zu gründen. Die offizielle Sprachregelung gegenüber der Öffentlichkeit ist, dass Angel vorab allein nach gemeinsamen Existenzmöglichkeiten sucht und Tess dann nach seiner Rückkehr mit nach Brasilien nehmen will.
Vor seiner Abfahrt trifft er noch Izz Huett, eins der Milchmädchen, auf der Straße und bittet sie, einem Impuls folgend, mit ihm als seine Geliebte nach Brasilien zu kommen. Sie willigt ein, doch als er sie fragt, wie sehr sie ihn liebe, gesteht sie: „Niemand könnt Euch mehr lieben als Tess. Sie hätt ihr Leben für Euch hingegeben. Mehr könnt ich auch nicht.“ Als er das hört, gibt er den Gedanken auf, und Izz geht bitterlich weinend heim, während Angel allein nach Brasilien fährt.
So beginnt eine trostlose Zeit für Tess. Sie kehrt nach Hause zurück, aber findet dort keinen rechten Platz. So entscheidet sie, sich zu Marian und Izz zu gesellen, die auf einem öden, ärmlichen Bauernhof namens Flintcomb-Ash ein karges Auskommen als Mägde gefunden haben. Auf dem Weg dorthin wird sie von einem Bauern namens Groby erkannt und beleidigt – dem Mann, der sie in Gesellschaft Angels schon einmal zur Rede gestellt hatte. Dieser Mann stellt sich als ihr Arbeitgeber heraus. Auf dem Hof arbeiten die drei ehemaligen Milchmädchen sehr hart unter schlimmen Arbeitsbedingungen. Die Lage von Tess wird zusätzlich dadurch erschwert, dass der Bauer Groby ihr das Leben nach Kräften schwer macht.
Im Winter nutzt Tess einen arbeitsfreien Sonntag und läuft den weiten Weg bis zu Angels Familie nach Emminster. Als sie dort ankommt, trifft sie Angels eingebildete Brüder mit Mercy Chant, der Frau, die Angel nach dem Willen seiner Familie hätte heiraten sollen. Sie erkennen Tess nicht, aber sie hört das Gespräch mit, das die Brüder über Angels unkluge Heirat führen. Beschämt kehrt sie um. Auf dem Weg zurück hört sie einen Wanderprediger und erkennt zu ihrem Entsetzen, dass es sich um Alec d’Urberville handelt, der unter dem Einfluss von Reverend James Clare zum Christentum bekehrt wurde.

### Teil 6: The Convert (Kapitel 45 bis 52)
Alec und Tess sind beide von dem unverhofften Aufeinandertreffen sehr berührt, Tess aus Entsetzen, Alec aus wieder erwachter Leidenschaft. Alec fleht Tess an, ihn nie wieder zu versuchen. Jedoch ist es Alec, der bald schon nach Flintcomb-Ash kommt und Tess bittet, ihn zu heiraten. Sie erwidert ihm, dass sie schon verheiratet ist. An Lichtmess kommt er ebenso zu ihr wie im frühen Frühjahr nach einem besonders harten Arbeitstag, an dem Tess die Dreschmaschine befüllen musste. Er erzählt, er habe das Predigen aufgegeben und will, dass sie ihn begleitet. Als er ihre Scheinehe verspottet und Angel beleidigt, schlägt sie ihn, bis Blut fließt. Bald darauf erfährt sie von ihrer kleinen Schwester, Liza-Lu, dass ihr Vater John krank ist und ihre Mutter im Sterben liegt. Sie eilt nach Hause, um sich um sie zu kümmern. Ihre Mutter wird wieder gesund, doch der Vater stirbt unerwartet plötzlich.
Die Familie muss nun das Haus verlassen, weil nur Durbeyfield ein lebenslanges Wohnrecht hatte. Alec beschwört Tess, ihr Ehemann werde nie zurückkehren, und bietet den Durbeyfields an, auf seinem Gut zu wohnen. Tess lehnt diese Unterstützung ab. Sie hatte Angel einen liebevollen Brief mit der Bitte um Gnade geschrieben; jetzt jedoch erkennt sie für sich, dass Angel sie falsch behandelt hat. Sie kritzelt eine hastige Notiz, dass sie alles tun werde, um ihn zu vergessen, nachdem er sie so ungerecht behandelt habe.
Die Durbeyfields planen, ein paar Zimmer in der Stadt Kingsbere, dem alten Stammsitz der d’Urbervilles, zu mieten. Als sie dort ankommen, finden sie das Haus bereits vermietet. Verzweifelt suchen sie Schutz im Kirchhof an einer Stelle, die im Volksmund „der Gang der d’Urbervilles“ genannt wird. Alec erscheint und bedrängt Tess aufs Neue. In ihrer Verzweiflung blickt sie auf den Eingang zur Gruft der d’Urbervilles und seufzt laut: „Warum bin ich auf der falschen Seite dieser Tür!“
Indes erkrankt Angel in Brasilien schwer, seine Versuche, eine Plantage aufzubauen sind gescheitert. Er kehrt zurück nach England. Auf dem Weg vertraut er sich in seiner Not einem Fremden an, der ihm sagt, es sei ein Fehler gewesen, seine Frau zu verlassen. Was sie in der Vergangenheit gewesen sei, bedeute weniger als das, was aus ihr werden würde. Angel beginnt zu bereuen, was er Tess angetan hat.

### Teil 7: Fulfilment (Kapitel 53 bis 59)
Bei seiner Rückkehr ins Haus seiner Familie warten zwei Briefe auf Angel: Tess’ zornige Notiz und einige rätselhafte Zeilen von „zwei Wohlwollenden“ (Izz und Marian), die ihn warnen, er solle seine Frau vor „einem Feind in Gestalt eines Freundes“ schützen. Er macht sich auf, Tess zu finden, und entdeckt endlich Joan, wohlgekleidet und in einem hübschen Häuschen lebend. Nachdem sie seinen Nachforschungen ausgewichen ist, gesteht sie ihm endlich, ihre Tochter lebe in Sandbourne, einem eleganten Seebad. Dort findet er Tess in einer teuren Pension unter dem Namen Mrs. d’Urberville. Als er nach ihr fragt, erscheint sie in feinstem Gewand und bleibt abweisend zu ihm. Er bittet sie zärtlich um Vergebung, doch Tess gerät in Zorn. Sie erklärt ihm, er komme zu spät. Sie habe gedacht, er werde nie mehr zurückkehren, habe schließlich Alec nachgegeben und sei seine Geliebte geworden. Sie bittet ihn zu gehen und nie wieder zu kommen. Angel geht, und Tess begibt sich in ihr Schlafzimmer, wo sie auf die Knie fällt und bitter klagt. Sie gibt Alec in einer Auseinandersetzung die Schuld, dass sie Angels Liebe ein zweites Mal verloren habe.
Die Vermieterin, Mrs. Brooks, lauscht am Schlüsselloch, zieht sich eilig zurück, als der Streit eskaliert. Später sieht sie, wie Tess das Haus verlässt, und bemerkt Blut, das aus der Zimmerdecke tropft. Sie ruft Hilfe, und Alec wird im Bett erstochen vorgefunden.
Angel hat Sandbourne entmutigt verlassen. Tess eilt ihm nach, erzählt, sie habe Alec getötet und hoffe aber auf seine Vergebung: Sie habe den Mann ermordet, der ihrer beider Leben ruiniert habe. Angel glaubt ihr erst nicht, verzeiht ihr aber schließlich, da sie so fieberhaft wirkt, und sagt ihr, dass er sie liebt. Statt zur Küste gehen sie ins Landesinnere, mit schemenhaften Plänen, sich zu verbergen, bis die Suche nach Tess vorbei ist und sie ins Ausland fliehen können. Sie finden ein leeres Anwesen und bleiben dort für ein paar Tage in abgeschirmter Glückseligkeit, bis ihre Anwesenheit von einer Zugehfrau entdeckt wird.
Sie setzen ihren Weg fort und geraten mitten in der Nacht nach Stonehenge, wo sich Tess auf einem vorzeitlichen Steinaltar schlafen legt. Bevor sie einschläft bittet sie Angel, nach ihrem Tod ihre junge Schwester Liza-Lu zur Frau zu nehmen. Tess bekräftigt ihren Vorschlag mit der Bemerkung, dass derartiges in Marlott nicht ungewöhnlich ist. 1 Bei Anbruch der Dämmerung erkennt Angel, dass sie von Polizisten umringt sind. Er erkennt, dass Tess wirklich die Bluttat begangen hat, und bittet die Beamten, Tess erst zu verhaften, nachdem sie von alleine aufgewacht ist. Als sie die Augen öffnet und die Polizisten sieht, sagt sie Angel, sie sei „beinahe froh“, weil sie jetzt nicht mehr mit seiner Verachtung leben müsse.
Tess wird ins Gefängnis nach Wintoncester gebracht. Der Roman schließt mit Angel und Liza-Lu, die von einem nahen Hügel sehen, wie die schwarze Fahne, die Tess’ Exekution anzeigt, über dem Gefängnis gehisst wird. Angel und Liza-Lu nehmen einander bei der Hand und gehen ihres Wegs.

## Figuren des Romans

### Hauptfiguren
- Tess Durbeyfield — Die Heldin, älteste Tochter einer armen Familie von Landarbeitern; ein frisches hübsches Mädchen vom Lande.
- Angel Clare — Sohn eines anglikanischen Pfarrers; Tess’ Ehemann und wahre Liebe. Er betrachtet sich selbst als Freigeist, aber seine Moralvorstellungen erweisen sich als konventionell: Er verstößt Tess nach der Hochzeitsnacht, als sie gesteht, dass sie keine Jungfrau mehr ist, obwohl auch er schon Sex vor der Ehe hatte. Er arbeitet im Milchhof von Talbothay, um praktische Erfahrung zu gewinnen, weil er selbst einen landwirtschaftlichen Betrieb kaufen will.
- Alec Stoke-d'Urberville — Zynischer und freigeistiger Sohn von Simon Stoke und Mrs. d'Urberville. Er vergewaltigt oder verführt Tess, als sie nicht mehr als siebzehn ist, und redet ihr später so lange zu, bis sie zustimmt, wieder seine Geliebte zu werden. Zwischenzeitlich ist er als Bußprediger berühmt, ändert seine Einstellung also substanziell zweimal.
- Jack Durbeyfield (Sir John d'Urberville) — Tess’ Vater, Fuhrmann in Marlott (dem Dorf Marnhull in Dorset nachempfunden), faul und dem Trunke zugeneigt. Als er erfährt, dass seine Familie adligen Ursprungs ist, arbeitet er immer weniger und gehabt sich, als sei er ein Aristokrat.
- Joan Durbeyfield — Tess’ hart arbeitende Mutter mit einer praktischen Lebenseinstellung. Dies schließt ein, ihre Tochter zu ihren eigenen Zwecken zu gebrauchen.

### Nebenfiguren
- Mrs. Brooks — Besitzerin von The Herons, der Pension, wo Tess Alec umbringt.
- James Clare — Ein wohltätiger und moralischer Pfarrer; Angel Clares Vater.
- Mrs. Clare — Angel Clares Mutter, eine gütige Frau. Sie will, dass Angel eine reine, tugendhafte und wahrhaft christliche Frau heiratet.
- Felix Clare — Angels Bruder, Anwärter auf das Pfarramt.
- Cuthbert Clare — Angels anderer Bruder, klassischer Philologe.
- Mercy Chant — Die junge Dame, die von Angels Eltern als perfekte Ehefrau ausersehen ist. Sie heiratet dann Cuthbert.
- Richard Crick — Eigentümer des Milchhofs Talbothay, für den Angel und Tess arbeiten.
- Car Darch (die dunkle Car) — Eine von Alecs ehemaligen Geliebten, zugunsten von Tess fallen gelassen.
- Eliza Louisa (Liza-Lu) Durbeyfield — Tess’ jüngere Schwester, die ihr sehr ähnelt. Kurz vor ihrer Verhaftung bittet Tess Angel, sie zu heiraten. Tess sagt, sie hat „all das Gute von mir, und nichts von dem Bösen“.
- Bauer Groby — Tess’ Dienstherr in Flintcomb-Ash, ein ungehobelter Mann, der von ihrer Beziehung mit Alec weiß. Groby wird von Angel niedergeschlagen, als Angel denkt, Groby habe Tess in ihrer Ehre verletzt. Später wird er zu Tess’ Quälgeist in Flintcomb.
- Jonathan Kail — Ein Milchmann von Talbothays, der Angel und Tess im Haus der d’Urbervilles nach der Hochzeit berichtet, dass Retty Priddle versucht habe, sich das Leben zu nehmen, Marian sich völlig betrunken habe, und dass Izz Huett deprimiert herumlaufe.
- Abraham, Hope & Modesty — Sohn und Töchter der Durbeyfields.
- Mrs. Stoke-d'Urberville — Alecs wohlhabende Mutter, eine blinde Witwe.
- Izz Huett, Retty Priddle, Marian — Milchmädchen auf dem Hof von Talbothay. Izz ist vernünftig, Retty gefühlvoll und Marian plump, doch alle sind verliebt in Angel Clare, und nach seiner Heirat mit Tess ergeht es ihnen nicht gut.
- Parson Tringham — Älterer Pfarrer, der John von seinen adligen Vorfahren berichtet.
- Sorrow — Das illegitime Kind von Tess und Alec, das nur einige Wochen lang lebt.

## Werkgeschichtliche Zusammenhänge und erzähltechnische Gestaltung
Verfasst um 1889/90 wurde der Roman 1891 zunächst als Fortsetzung in einer bowdlerisierten Fassung in der Zeitschrift Graphic veröffentlicht und erschien anschließend auch in einer dreibändigen Ausgabe.
Zuvor hatten zwei Zeitschriften, denen Hardy das Manuskript zur fortsetzungsweisen Veröffentlichung angeboten hatte, den Druck des Romans rundherum abgelehnt, da den Herausgebern die unbeschönigte Offenheit und Ausführlichkeit, mit der Hardy Tess‘ Verführung durch Alec und einige andere anstößige Szenen in der Erstfassung schilderte, als ungehörig und nicht pubklikationswürdig erschien. Hardy entschloss sich daraufhin zu einer drastischen Kürzung und Umarbeitung der Manuskriptvorlage. Die schließlich in Graphic abgedruckte Fassung enthält daher weder die für das Leben von Tess so verhängnisvolle Nacht in „The Chase“ noch einen Bericht über die darauffolgenden Wochen auf Trantridge. In dieser ersten abgedruckten Fortsetzungsversion wird Tess das Opfer einer Scheinheirat mit Alec. Damit wird ein in der damaligen Trivial- und Unterhaltungsliteratur beliebtes Motiv in diese Druckfassung des Romans aufgenommen, das es Hardy möglich machte, die illegitimen Beziehungen zwischen Mann und Frau in einer Form darzustellen, die nicht der Zensur zum Opfer zu fallen drohte.
In der nachfolgenden ersten Buchausgabe fügte Hardy die in der bowdlerisierten Veröffentlichung gestrichenen Stellen wieder ein und machte die Änderungen in der Handlung rückgängig. Die Titelheldin erliegt in dieser Fassung jedoch nur in einem Zustand der Übermüdung der Verführung durch Alec und ist, da Alec ihr während ihrer Ermüdung zudem Alkohol einflößt, auch nur vermindert verantwortlich für das Geschehen. Erst ab der zweiten revidierten Auflage publizierte Hardy die Vorgänge im Wald von „The Chase“ ohne eine grundsätzliche Einschränkung von Tess‘ Verantwortlichkeit für ihr eigenes Verhalten.
Nach wie vor liegt jedoch auch in dieser nochmals revidierten Veröffentlichung des Romans die eigentliche Schuld für das Unheil von Tess in den äußeren Umständen, die sich geradezu gegen die Protagonistin verschworen haben, sowie vor allem bei ihrem gewissenlosen Verführer Alec. Soweit der Erzähler im Roman das den Leser wissen lässt, erliegt Tess nicht einer Versuchung, sondern der Ungunst der äußeren Umstände. Hardy ist als Autor demnach also sehr darauf aus, Tess keinesfalls dem Vorwurf der Sinnlichkeit oder auch nur der erotischen Neugierde auszusetzen, um sie vor einer Verurteilung durch den Leser zu schützen. Bereits der provokative Untertitel des Romans A Pure Woman Faithfully Presented (dt. Untertitel: Eine reine Frau) bringt dies im Vorhinein deutlich zum Ausdruck.
Würde man Tess an den zentralen Stellen des Geschehens nach den einfachen, aber klaren mittelalterlichen Kategorien der Sünde beurteilen, so könnte ihr – Hardys Intention und dem Untertitel des Romans gemäß – allenfalls ein Mangel an weltlicher Weisheit (prudentia) vorgeworfen werden, d. h. eine unzureichende Erfahrung mit den unheilvollen Wegen der Welt oder, wie es im Roman in Kapitel XI heißt, „a slight incautiousness of character“, nicht jedoch die Sünde des Fleisches oder der Wollust.
Werk- und literaturgeschichtlich steht Hardys an der Schwelle zur vorletzten Jahrhundertwende entstandener Roman in all seinen verschiedenen Fassungen insgesamt in markanter Weise im Gegensatz zu einer allgemeinen Tendenz in der Romangeschichte dieser literarischen Epoche.
Im Unterschied zu Hardys Tess of the d’Urbervilles ist in anderen renommierten Romanen an der Wende vom 19. zum 20. Jahrhundert, etwa in den Werken von Henry James, Marcel Proust und James Joyce oder weiteren bekannten Autoren, gattungsgeschichtlich verstärkt ein deutliches Bestreben zur Vermittlung der Illusion einer umfassenden Autonomie der dargestellten Fiktionswelt und ihrer Figuren gleichsam unabhängig vom Autor oder dem zwischengeschalteten Erzähler festzustellen. Dies wird entweder erreicht durch eine quasi drama-ähnliche Unmittelbarkeit oder Objektivität der erzählerischen Darstellung, so beispielsweise in James’ The Ambassadors bzw. The Awkward Age und ähnlich in Prousts Recherche, oder aber durch eine scheinbar unredigierte Selbstoffenbarung des Protagonisten bzw. Erzählers in Joyce’ Portrait of the Artist as a Young Man.
Während Hardy in seinem 1876/77 verfassten Roman The Return of the Native sich bereits dieser eher dramatischen oder objektiven Form des Romans genähert hatte, greift er in seinen beiden letzten Werken Tess und Jude the Obscure wieder auf einen genremäßig älteren Typus des Romans zurück, in dem der vermittelnde Erzähler über eine weitreichende Verfügungsgewalt im Hinblick auf die dargestellte Fiktionswelt verfügt. Angesichts der umfassenden und überlegenen Weltkenntnis des Erzählers verlieren die Charaktere damit wiederum in weitem Maße ihre in den zuvor genannten Werken eben erst errungene spezifische Eigenständigkeit oder Mündigkeit.
Die Spannungen, die sich aus dieser Position der Romangestaltung in Tess ergeben, kann Hardy nur eingeschränkt in fruchtbarer Form nutzen oder auflösen.
Als Heldin des Romans repräsentiert die Protagonistin Tess die Verkörperung einer zeitlosen menschlichen Grunderfahrung; ihr in dem Roman geschildertes Schicksal ist ein klassisches Thema der abendländischen Literatur. Während bei zahlreichen anderen Romanautoren, beispielsweise in Samuel Richardsons Clarissa Harlowe oder Elizabeth Gaskells Ruth, aber auch in der Dichtung von William Wordsworth dem Leser ein liberaleres oder nachsichtigeres Verständnis nahegelegt wird, verhärten sich bei Hardy in Tess demgegenüber abermals die Fronten. Wesentlich heftiger als seine Vorgänger protestiert Hardy gegen die Unnachsichtigkeit oder Härte eines moralischen Sittengesetzes, das die Fehler von Tess als „sin of no forgiveness“ anprangert. Ebenso kündigt bereits der Untertitel Tess of the d’Urbervilles: A Pure Woman Faithfully Presented (dt. Titel: Tess von den d’Urbervilles: Eine reine Frau) die intendierte eindeutige Schockabsicht des Autors an und umfasst in nuce die angedeutete erzähltechnische Problematik dieses Romans.
Mit dem Epitheton pure stellt Hardy vorab im Titel durch seine Entrüstung als Autor („saeva indignatio“) die Hauptfigur Tess in den Kontext der Selbstgerechtigkeit eines konventionellen moralischen Urteils und bindet seine Protagonistin schon vor ihrem ersten Auftreten im Roman an ein moralisch-sittliches Phänomen, dessen Allgegenwärtigkeit seiner Titelfigur eben jene individuelle Autonomie als Romangestalt wie auch als sittliches Wesen verwehrt, die in den anderen modernen Romanen der Zeit im Allgemeinen den Charakteren zugebilligt wird.
Der Untertitel ist symptomatisch für Hardys Form der erzählerischen Darstellung in diesem Roman: Als Autor lässt Hardy vermittelt über seinen auktorialen Erzähler häufig sein eigenes Urteil und seine eigene Deutung der Motive oder Ursachen des Erzählten dem Geschehen vorauseilen. Dies bewirkt nicht allein eine teils marionettenhafte oder manipulierte Darstellung der Romancharaktere in ihren Bewegungen, Motiven und Handlungsweisen, sondern beeinträchtigt ebenso den Leser in dessen eigener Urteils- oder Entscheidungsfreiheit.
So wird etwa die pessimistische Deutung des Schicksals, das den Durbeyfield Kindern bevorsteht, bereits nahe dem Ende des dritten Kapitels in der Schilderung des Durbeyfield Ship noch vor dem Einbruch des ersten größeren Unheils vorweggenommen. An dieser und zahlreichen anderen Stellen des Werkes zeigt sich ein charakteristisches Merkmal der Erzählsituation des Romans: Hardy versucht als Autor durch seinen scheinbar allwissenden Erzähler den Bewusstseinsinhalt seiner Charaktere zu ergänzen oder zu revidieren, indem er die Schilderung der Bewusstseinszustände vor allem seiner Titelfigur mit seinen eigenen Reflexionen und Kommentaren als Verfasser durchmischt, ohne dies als entsprechende auktoriale Einfügungen oder Beimengungen hinreichend auszuweisen. Die Trennungslinie zwischen dem Erzähler und seinen Charakteren, wie sie in anderen Romanen dieser Zeit etwa von Henry James und vielen anderen zeitgenössischen Autoren bereits äußerst scharf gezogen wird, verwischt Hardy in seinem Roman immer wieder.
Auffällig wird dies insbesondere an jenen Stellen im Roman, an denen beispielsweise bei einer Schilderung der äußeren Welt oder Beschreibung anderer Charaktere die Erzählperspektive problemlos so gestaltet werden könnte, dass sie Beobachtungen oder Wahrnehmungen aus dem Blickwinkel der Protagonistin wiedergibt; eine solche Ausrichtung der Perspektive wird von Hardy allerdings nur äußerst selten in konsequenter Form vorgenommen. In der Szene, in der Tess etwa zum ersten Male ihrem späteren Verführer und Peiniger begegnet, werden die Gefühle und Vorahnungen des Mädchens nicht unmittelbar von ihrem Standpunkt aus dargeboten, sondern, vom Leser zunächst kaum bemerkt, mit dem Übergang in eine auktoriale Perspektive weitgehend ausgeblendet. So scheint es wenig wahrscheinlich, dass Tess als scheues, befangenes Landmädchen in dieser Situation aus ihrer Sicht in der äußeren Gestalt oder Physiognomie des vermeintlichen Aristokraten „touches of barbarism“ oder „a singular force in the gentleman‘s face“ wahrzunehmen vermag.
Hardys auktoriale Manipulation der dargestellten Romanwelt zielt an dieser Stelle auf eine eindeutige Gleichsetzung oder Identifizierung Alecs mit der stereotypen Gestalt des bühnenwirksamen Verführers („swarthy complexion, black moustache, bold rolling eyes“), nicht jedoch auf eine Schilderung dessen, was Tess in ihrer jugendlichen Unerfahrenheit wahrzunehmen fähig wäre.
Diese überlegene vorausgreifende Typisierung, die Alec schon bei seinem ersten Auftritt im Roman den äußeren Habitus des „stage villain“ auferlegt, verhindert auch im Mittelteil des Romans trotz gegenteiliger Versuche eine Befreiung von dem damit verbundenen Missbehagen oder Odium und beeinträchtigt letztlich ebenso die Sympathien des Lesers für die Titelfigur Tess im vorletzten Teil des Werkes, in dem der verwzeiflungsvolle Lebensweg der Protagonistin sie zu Alec zurückführt.
Diese Tendenz des Erzählers in Tess, mit seinen Urteilen oder Kommentaren den Ereignissen vorzugreifen und die Charaktere derart in ihrer individuellen Eigenart durch übermäßige Typisierung einzuschränken, um sein Anliegen als Verfasser möglichst deutlich hervortreten zu lassen, entspringt einerseits Hardys tief empfundener Entrüstung über die Prüderie und Härte der konventionellen viktorianischen Moralvorstellungen, ist andererseits aber ebenso Ausdruck der pessimistischen Lebensphilosophie des älteren Hardy und seines damit verbundenen sehr eng gefassten Engagements.
Gedanklich findet darin die von Hardy noch nicht bewältigte neue Lehre von der Entstehung, Entwicklung und Zukunft des Lebens in einer Welt ihren Niederschlag, mit der Thomas Robert Malthus, Charles Darwin und zahlreiche andere Schriftsteller und Wissenschaftler ihr Zeitalter in Unruhe versetzt hatten. Hardy verwirft in seinem Roman die vorangegangene Zuversicht und das Vertrauen in die Heilungskraft der natürlichen Welt, die zuvor beispielsweise William Wordsworth noch mit seiner optimistischen Formel von „nature‘s holy plan“ gezeichnet hatte, und entwirft in seinem Werk stattdessen ein beunruhigendes pessimistisches Welt- und Naturbild mit den darin innewohnenden schicksalhaften oder leidvollen Gesetzmäßigkeiten.
Die von Hardy gewählte besondere Erzählsituation des Romans wirft indes an zentralen Stellen deutliche inhaltliche Probleme auf. Kann der Leser Hardys moralischer Klassifikation seiner Titelfigur nach den anfänglichen Ereignissen in „The Chase“ durchaus noch widerspruchslos folgen, so erfährt der Leser von dem auktorialen Erzähler wenig über die Beweggründe oder Motive der Protagonistin im Hinblick auf ihre Rückkehr zu Alec, ihrem Verführer, und die Wochen, die sie in Trantridge verbringt, bevor sie sich zur Flucht von Alec aufraffen kann. Zwar wird ihr Verhalten offensichtlich durch die Rücksichtnahme auf ihre Eltern und Geschwister bestimmt, deren Wohlergehen von ihrem Verbleib in Trantridge abzuhängen scheint. Auch wenn der Leser darüber grundsätzlich nicht im Unklaren gelassen wird, erfährt er kaum etwas über die emotionalen oder moralischen Befindlichkeiten der Heldin während dieser Wochen.
Die Vermittlung der Erzählung durch einen auktorialen Erzähler, der im Wesentlichen allwissend und vom dargebotenen Geschehen unabhängig ist und dessen Sichtweise zudem im Großen und Ganzen mit der des Autors identisch ist, weckt in dem Leser jedoch die begründete Erwartungshaltung, von ihm verlässlich und in den entscheidenden Bereichen auch umfassend oder zumindest ausreichend informiert zu werden. Genau an diesem Punkt wird die Erzählsituation in Tess durch die Unterlassungen oder die nicht vertretbare Zensur des auktorialen Erzählers äußerst problematisch. In ähnlicher Weise gilt dies gleichermaßen für das Kapitel XII des Romans, als während Tess‘ Flucht von Trantridge rückgreifend die vorangegangenen Wochen nur unzureichend angedeutet werden, so dass der Leser kaum oder gar nicht in die Lage versetzt wird, sich ein eigenständiges Urteil zu bilden.
Auch im vorletzten Abschnitt, in dem Tess unter dem Druck der Not ihrer Angehörigen und der Hoffnungslosigkeit ihrer Liebe zu Angel zu Alec zurückkehrt, enthält der Erzähler dem Leser jegliche Informationen vor, die darüber Aufschluss geben könnten, wie es Tess gelingt, mit dieser Situation zurechtzukommen und sich ein weiteres Mal ihrem einstigen Verführer hinzugeben, ohne innerlich daran zu zerbrechen. Da dem Leser zwischenzeitlich von dem Erzähler die sittliche Integrität der Titelfigur in den tiefsten Ebenen ihres Wesens nahegebracht worden ist, wirft dieser Mangel an Informationen darüber hinaus ebenso schwerwiegende Probleme für die Deutung des gesamten Sinngefüges des Romans auf.
Rein hypothetisch sind zwei mögliche Erklärungen für diese Ausblendungen oder Auslassungen durch den auktorialen Erzähler denkbar, die sich gegenseitig nicht zwangsläufig ausschließen: Einerseits könnte Hardy sich als Autor dem möglichen Sittlichkeitsdiktat der viktorianischen Zensur unterworfen und seinen Erzähler die als eventuell anstößig empfundenen Passagen überspringen lassen haben; andererseits war er möglicherweise sehr darauf bedacht, trotz aller dargestellten Ereignisse dem Untertitel gemäß nicht die Zeichnung seiner Titelheldin als „pure woman“ zu gefährden.
Im Hinblick auf die im Roman entworfene fiktive Wirklichkeit bedeutet diese Vorenthaltung der ganzen Wahrheit dem Leser gegenüber aus literaturkritischer oder künstlerischer Sicht indes ein nicht zu übersehendes Manko, das Hardy als Autor selbst und der von ihm gewählten Erzähltechnik zuzuschreiben ist.
Ähnlich problembehaftet ist ebenso Hardys Auswahl der Inhalte und des Materials aus der übrigen Lebensgeschichte seiner Protagonistin, das dem Leser vom Erzähler vermittelt wird.
Natürlich ist jeder Autor, der beabsichtigt, die gesamte Lebensgeschichte seines Helden oder seiner Heldin oder zumindest eines längeren Teils davon zu erzählen, dazu gezwungen, eine Auswahl des Stoffes vorzunehmen. Die Kriterien dieser Auswahl sind indes ein wesentliches, bedeutungsvolles Darstellungselement. Henry James hat in seinen für den modernen Roman wegweisenden romantheoretischen Hinweisen bereits eine diskussionswürdige Formel für dieses Darstellungsproblem gefunden. Im Kern wird von ihm für den neueren Roman die Forderung erhoben, dieser müsse in seiner Fiktionswelt „life without rearrangement“ bieten, mithin dem Leser entsprechend der eingangs erwähnten Tendenz im modernen Roman die Illusion einer vollständigen Autonomie der dargestellten Welt vermitteln.
Hardy waren diese romantheoretischen Überlegungen von Henry James noch vor der Abfassung bzw. Überarbeitung seines Romans Tess von den d’Urbervilles durchaus bekannt, wie eine überlieferte Äußerung Hardys aus dem August 1890 belegt. Seine umgestaltenden Eingriffe in die fiktive Wirklichkeitswelt seiner Charaktere in Tess sind demnach offensichtlich nicht das Resultat einer fehlenden Reflexion über die Möglichkeiten der zeitgenössischen Romangestaltungen wie bei zahlreichen älteren Autoren, sondern das Ergebnis einer bewussten, wohlüberlegten Strategie.
Diese von Hardy in der Gestaltung seines Romans verfolgte Strategie führt jedoch geradewegs zum zentralen Paradoxon seines Romans. Sein Plädoyer für die hohe sittliche Integrität einer einfachen Seele wird von einem Erzähler dargeboten, der – vom Zweifel an der moralisch-sittlichen Urteilsfähigkeit seiner Leser getragen – sich verpflichtet sieht, nicht allein die personale Perspektive seiner Titelfigur, sondern ebenso die erwarteten Reaktionen der Leser auf die erzählte Geschichte manipulativ zu beeinflussen.
Dies führt in der Folge nicht nur zu einem Bruch mit der neueren Romantradition, sondern ebenso zu einer genregeschichtlich nicht mehr zu vertretenden Bevormundung des Lesers durch den Erzähler sowie eine Einschränkung der Illusion, den Charakteren des Romans werde eine volle Autonomie ihres Daseins gewährt. Wünscht ein Autor, sich in Gestalt eines auktorialen Erzählers in die Erzählung als solche einzubringen, so ist er dem Leser gegenüber verpflichtet, seine Ansichten über die Geschehnisse und Beweggründe seiner Romanfiguren als persönliche und mithin subjektive Äußerungen und Kommentare deutlich auszuweisen und sich damit auf eine Stufe mit den Lesern oder zumindest den einsichtigeren unter seinen Charakteren zu stellen. Die Überzeugungskraft eines Romans liegt wesentlich in eben dieser Illusion der Objektivität der dargestellten fiktiven Wirklichkeit und ihrer Charaktere begründet.
In Tess überschneiden sich jedoch fortwährend die personale Innenschau und die auktoriale Außenschau, d. h. die Perspektive der Titelfigur und die des auktorialen Erzählers. Die Grenze, die beide trennt, ist häufig nicht auszumachen. Durch die fortlaufenden Eingriffe des Erzählers zur Ergänzung der Wahrnehmungen der Heldin aus seiner Sicht lassen an wesentlichen Stellen einen Widerspruch zu dem Eindruck entstehen, den ein unbefangener Leser auf Grund des geschilderten Verhaltens der Titelfigur erhalten muss. Diese auktoriale Manipulation in Tess geht letztlich zu Lasten der Überzeugungskraft der fiktiven Welt der Romancharaktere, denen nur selten die Gelegenheit geboten wird, eigenständig zu denken und zu handeln. Insofern beeinträchtigt die Tendenz zu solchen Manipulationen durch den Erzähler, die vermutlich in dem unaufgelösten Widerstreit zwischen dem Romanautor Hardy und dem Moralisten Hardy begründet liegt, an entscheidenden Stellen in Tess die Wirkungs- und Aussagekraft des Romans für den Leser.
Trotz der soweit aufgeführten erzähltechnischen Gestaltungsmerkmale, die in Hardys Werk überwiegend der älteren Romantradition zuzurechnen sind, weist sein Roman dennoch ebenso Züge auf, die eher der moderneren Romantradition zuzuordnen sind. Dazu zählen vor allem die Heftigkeit des Protestes gegen eine engstirnige und einzig auf äußere Respektabilität achtende Auslegung des viktorianischen Sitten- und Moralkodexes sowie sein engagiertes Plädoyer für eine liberalere Beurteilung der vor den sozialen (Klassen-)Grenzen und der weltlichen Gerechtigkeit angeklagten Protagonistin. Ebenso zeigt Hardy auch in seinem künstlerischen Darstellungsvermögen eine fortschrittliche Seite. Eine Reihe von Szenen sind weitgehend frei von auktorialen Reflexionen oder Kommentaren. An diesen Stellen kann sich Hardys Erzählkunst voll entfalten durch eine eindringliche Aufladung der atmosphärisch dichten Beschreibung der Situationen und Schauplätze mit symbolträchtiger Bedeutung.
In diesen Passagen, die eine Art chorischer Funktion annehmen, werden die Ereignisse und Romangeschehen vielsagend umrahmt durch die Setzung zusätzlicher Sinnakzente, die nicht übersehbar sind. Ein herausragendes Beispiel dafür findet sich u. a. in der Szene mit der Schilderung des nächtlichen Zusammenstoßes des von Tess gelenkten Gefährtes, dem Prince, das einzige Pferd der Durbeyfields, vorgespannt ist, mit dem Postwagen. Wesentlich eindringlicher als durch die vorangegangenen und nachfolgenden Kommentare des auktorialen Erzählers wird durch das erste fahle Grau des Morgens, das Tess das ganze Ausmaß der Katastrophe erkennen lässt, dem Leser Tess’ Gefühl nahegebracht, dass ihr eigenes Leben und das ihrer Familie von einem Schicksal bestimmt wird, das dem menschlichen Leid gegenüber gänzlich gleichgültig ist.
In noch überzeugenderer Weise zeigt sich Hardy Erzählkunst auch in der Dramatik, mit der die Bekenntnisse von Tess und Angel in ihrer Hochzeitsnacht geschildert werden. Diese Szene wird von einer abgründigen Ironie überlagert, die sich darin äußert, dass es dem im Vergleich zu seinen Brüdern wesentlich liberaleren und unkonventionelleren Angel nicht gelingt, sich von der Doppelmoral im Hinblick auf das sexuelle Verhalten von Mann und Frau freizumachen. Auch hier umrahmen die äußeren Requisiten den Schauplatz wie ein stummer, aber ausdrucksstarker Chorus; am Ende der Szene richtet sich der Blick auf den in seinem tiefsten Inneren verstörten Angel, der verständnislos auf seine Umgebung starrt.
Gekonnt beherrscht Hardy an zahlreichen Stellen im Roman auch die Technik der Handhabung des impliziten Kommentars, die in mancherlei Hinsicht wegweisend für zahlreiche neuere Romane geworden ist. Dies zeigt sich am wirkungsvollsten vor allem in seinen Naturschilderungen und Landschaftsbildern. In dem stimmungsvoll beschriebenen Charakter der Landschaften, durch die der Lebensweg die Protagonistin führt, spiegelt sich zugleich symbolhaft der Verlauf ihrer Schicksalskurve. Die Härte der Wende, die das Schicksal für Tess genommen hat, zeigt sich in sinnbildlicher Dramatisierung beispielsweise in dem Gegensatz zwischen der fruchtbaren Landschaft des Froom Vale, wo Tess Angel kennen und lieben lernt, und den vom Wind durchpeitschten, öden Hochflächen von Flintcomb Ash, wo Tess ein karges, hartes Dasein fristen muss, nachdem Angel sie verlassen hat. Ebenso wird das Handlungsgeschehen im Roman durch den jahreszeitlichen Übergang von Frühling zu Sommer auf Talbothays und von Herbst zu Winter in Flintcomb Ash gleichermaßen stimmungs- und bedeutungsvoll aufgeladen.
Darüber hinaus fügt Hardy in seine Naturbilder ebenso Gestaltungselemente von mysteriöser, nahezu übernatürlicher Herkunft ein, wie etwa die „strange birds from behind the North Pole“, die sich als Vorboten eines strengen Winters auf den Feldern von Flintcomb Ash Farm ansiedeln und als unheimliche Sendboten aus nördlichen Regionen in atmosphärisch-symbolischer Überhöhung dazu beitragen, eine dunkle und unbestimmte Ahnung des Zusammenhangs zwischen der düsteren Natur und dem hoffnungslosen Schicksal der Protagonistin hervorzurufen.
Diese exotischen Vögel als Vordeutung harter Schicksalsstunden für Tess sind Fremdkörper in dieser Landschaft, ebenso wie Alec d‘Urberfield, Tess‘ Verführer und Peiniger, ein Fremdling in Wessex ist als Spross einer zugewanderten neureichen Familie, die sich nun mit dem Namen einer alteingessennen Familie schmückt. Demgegenüber stellt das heimische Element, das traditionsreiche Land und seine bäuerlichen Bewohner, einen Hort moralischer Kraft dar, der zugleich eine Quelle des Mitgefühls und des nachsichtigen Verständnisses bildet. Als Mutter eines unehelichen Kindes ist Tess in dem natürlichen moralisch-sittlichen Empfinden dieser Menschen ein unglückliches, aber keinesfalls schuldiges Geschöpf. Das hier entstehende Spannungsfeld zwischen zivilisatorischer Komplexität und rustikaler Simplizität beinhaltet für Hardy den Gegensatz zwischen konventionaler, d. h. von der Gesellschaft diktierter, Sittlichkeit und „natürlicher“ Moral, wobei sich bei Hardy an diesen Stellen sowohl naturrechtliche als auch darwinistisch-naturgesetzliche Auffassungen vermengen. So bewegen die Unruhe in ihrem Gewissen und ihr Schuldgefühl Tess oftmals zu einsamen Wanderungen in der freien Natur.
Aus der besonderen Erzählsituation des Romans ergibt sich allerdings auch in solchen Passagen eine Tendenz des Erzählers, den Elementen in der Natur, die eigentlich nur ein Sinnbild bzw. eine Analogie oder Metapher darstellen können, unvermittelt ein eigenes Sein oder eine reale Gültigkeit zuzuschreiben. Insofern wird in Tess auch an solchen Stellen die Grenze zwischen personalem und auktorialem Bereich bzw. zwischen eigentlicher und uneigentlicher Aussage nur selten klar eingehalten.
Aller Wahrscheinlichkeit nach besteht in Hardys Roman in diesem Kontext ein werkübergreifender Zusammenhang mit dem für die Viktorianer sehr beunruhigenden Problem, welche ethische Konsequenzen aus der Evidenz der Natur und den neu entdeckten Naturgesetzlichkeiten zu ziehen seien.
Der formale Aufbau des Romans ist demgegenüber klar gegliedert mit fest aneinandergefügten Quadern. Die sieben Bücher des Romans bezeichnen mit ihren Überschriften deutlich die sieben Phasen, in denen sich das kurze unglückliche Leben der Titelfigur vollendet. Das Geschehen ist mit Ausnahme der proteischen Wandlung Alecs dicht und überzeugend motiviert; selbst die zahlreichen Zufälle, die den Handlungsverlauf oftmals entscheidend zu beeinflussen scheinen (wie etwa der unter der Tür von Angels Kammer durchgeschobene Brief mit dem Geständnis von Tess, der unter den Teppich gerät und daher von Angel nicht gefunden werden kann), stellen keine bloßen Zufälligkeiten dar, sondern sind als Eingriffe einer launenhaften Fortuna in das Leben der Heldin zu verstehen.
Sogar die Ermordung von Alec weist eine hinreichende Motivierung auf, insoweit sie als letzter verzweifelter Versuch der gepeinigten und vom Unheil verfolgten Protagonistin verstanden werden kann, sich gegen ihr Schicksal aufzulehnen. In dieser Hinsicht wird mit diesem gleichsam primitiven blutigen Ritual der Rebellion zugleich die unmenschliche Gefühllosigkeit der Weltordnung bloßgestellt. Am Ende folgt Tess‘ Sühneopfer nach einer kurzen, vom Kommenden bereits deutlich überschatteten Glücksvision einer neuen gemeinsamen Beziehung zwischen Angel und ihr.
Die Schlussszene des Romans gewinnt mit deutlicher Hervorhebung der symbolischen Konturen ihren Sinn durch ein rituell überhöhtes Tableau: Tess befindet sich, von ihren Häschern bereits umringt, schlafend auf dem prähistorischen Steinalter von Stonehenge. Dieses geheimnisvolle Monument, das von Wordsworth zuvor bereits als Schauplatz für die ominöse nächtliche Begegnungsszene in seinem späten Langgedicht Guilt and Sorrow (1841/42) ausgewählt worden war, war zu Hardys Zeiten nicht allein zur Touristenattraktion geworden, sondern galt im künstlerischen Schaffen vor allem als Inbegriff der Assoziationskraft und Symbolhaltigkeit. Zusammen mit dem würgenden Schlussbild, das eine Variation des für Hardy typischen Kompositionsmotiv der „Figuren in einer Landschaft“ beinhaltet, zeigt das Ende des Romans womöglich Spuren einer Übercharakterisierung von Situation und Stimmung, schmälert jedoch für den Leser nicht den ergreifenden Eindruck in der Lektüre des Romans.

## Symbole und Themen
Hardys Werke setzen sich häufig mit dem Leiden an der Moderne auseinander, und dieses Thema ist auch bei Tess erkennbar. Er beschreibt die moderne Maschinerie im Landbau mit infernalen Bildern; auch im Milchhof bemerkt er, dass die Milch, die zur Stadt geschickt wird, verwässert werden muss, weil die Mägen der Stadtleute keine Vollmilch vertragen. Angels bürgerliche Ansprüche führen dazu, dass er Tess verstößt, eine Frau, die von Hardy als eine Art Eva aus Wessex dargestellt wird, in Harmonie mit der Welt der Natur. Als Angel sie verlässt und nach Brasilien geht, wird der attraktive junge Mann so krank, dass er wie ein „gelbes Skelett“ aussehe. All diese Begebenheiten werden typischerweise interpretiert als Anzeichen der negativen Auswirkungen, wenn der Mensch sich von der Natur trennt, sowohl in der Schöpfung einer zerstörerischen Maschinerie als auch in der Unfähigkeit, sich mit der unverfälschten Natur noch zu verbinden.
Ein weiteres wichtiges Thema des Romans ist die sexuelle Doppelmoral, der Tess zum Opfer fällt. Obwohl sie, nach Hardys Sicht, eigentlich eine gute Frau ist, wird sie von der Gesellschaft verachtet, weil sie ihre Jungfräulichkeit vor der Ehe verliert. Hardy übernimmt den Part von Tess’ einzig wahrem Freund und Anwalt, indem er seinem Buch den Untertitel gibt: „eine reine Frau, getreulich dargestellt“ (englisch: a pure woman faithfully presented) und ihm Shakespeares Worte „Poor wounded name! My bosom as a bed/ Shall lodge thee“ (deutsch etwa: „Armer verwundeter Name, meine Brust als Bett, soll Herberge dir sein“, aus: Zwei Herren aus Verona) voranstellt.
Zahlreiche heidnische und biblische Verweise lassen Tess als Erdgöttin oder als Opferlamm erscheinen. Zu Beginn des Romans nimmt sie an einer Zeremonie für Ceres teil, der römischen Göttin der Ernte, und als sie ihr Kind tauft, zitiert sie eine Stelle aus der Genesis. Zum Ende, als Angel und Tess nach Stonehenge kommen, das zu Hardys Zeit als heidnischer Tempel galt, legt sie sich auf dem prähistorischen Steinaltar hin und erfüllt so in einem gleichsam rituell überhöhten Tableau ihr Schicksal als menschliches Sühneopfer.
Mehrere symbolische Begebenheiten zeigen Tess als Personifizierung der Liebe zur Natur, der Fruchtbarkeit, aber auch der Ausbeutung: Tess’ Unglück beginnt, als sie am Zügel des väterlichen Wagens einschläft und so den Tod des Pferdes verschuldet; in Trantridge hütet sie das Geflügel; Tess und Angel verlieben sich inmitten fruchtbarer Milchkühe in Talbothay und dem ausgiebig geschilderten Froom-Tal; auf dem Weg nach Flintcomb-Ash tötet sie aus Mitleid einige schwer verletzte Fasane, um deren Leid zu beenden.

## Tessals Motiv in der Kultur der Moderne
- Art Garfunkel nannte sein erstes Post-„Simon & Garfunkel“-Solo-Album Angel Clare, nach der gleichnamigen Figur.
- Der amerikanische Schriftsteller Christopher Bram schrieb einen Roman mit dem Titel In Memory of Angel Clare (1989).
- Die englische Comedy-Gruppe Monty Python erwähnen Tess of the d’Urbervilles auf ihrer Platte Monty Python's Matching Tie and Handkerchief (1973) in dem Stück „Novel Writing“.
- Tess of the d’Urbervilles ist am Ende von M.R. James’ Kurzgeschichte The Mezzotint (1904) erwähnt.
- Eine verborgene Anspielung auf Tess of the d’Urbervilles findet sich bei The Streets auf Original Pirate Material. Mike Skinner ist als Bewunderer von Thomas Hardy bekannt.[16]
- In Red Dwarf besitzt die Figur Arnold Rimmer eine Hörbuchversion des Romans.
- Margaret Atwood bezieht sich in ihrer Kurzgeschichte namens My last duchess, erschienen in Moral Disorder (2006), auf den Roman.
- Eine der Figuren in Kate Mortons Roman The Forgotten Garden zieht das Buch zu Rate, in der Hoffnung, etwas über die Geheimnisse des Ehelebens zu erfahren.
- In Martha Grimes’ Kriminalroman Help the poor Struggler (dt.: „Inspektor Jury lichtet den Nebel“) verrät die Mörderin ungewollt ihren richtigen Vornamen dadurch, dass sie aus einer Textstelle des Romans zitiert.
- In John Irvings Owen Meany benötigt Owen viel Überredungskraft, um seinen Freund John zur Lektüre des Buches zu bringen. Später, als John eigene Schülerinnen im Fach Englisch unterrichtet, ist Tess Unterrichtsthema.
- In E. L. James’ 50 Shades of Grey wird das Buch an die Protagonistin verschenkt und so auf die Überwindung der bürgerlichen Moral, auf welche der Schenkende hofft, verwiesen.
- In Once Upon a time in Hollywood wird Sharon Tate (gespielt von Margot Robbie) gezeigt, wie sie die Erstausgabe des Buches am Tag ihrer Ermordung bei einem Antiquariat in Los Angeles abholt, in der Absicht, es Roman Polanski am nächsten Tag zu schenken. Durch die Erwähnung des Buches, welches ja Moralvorstellungen in Frage stellt, aber auch Gewalt und Elend bis hin zum Mord thematisiert, zieht Tarantino einen weiteren roten Faden durch seinen Film: Wie weit kann sich der Mensch über gesellschaftlicher Zwänge hinwegsetzen ohne Gebote der Menschlichkeit zu überschreiten?

## Adaptionen

### Theater
Der Roman wurde zweimal erfolgreich auf die Bühne gebracht.
- 1897: Eine Inszenierung von Lorimer Stoddard war ein großer Erfolg am Broadway für die Schauspielerin Minnie Maddern Fiske, sie wurde 1902 wiederaufgenommen und 1913 verfilmt. Vom Film existieren keine Kopien mehr.
- 1946: Eine Bühnenfassung von Ronald Gow lief erfolgreich im West End mit Wendy Hiller als Tess.

### Oper
1906: Eine italienische Opernfassung von Frederic d’Erlanger wurde in Neapel uraufgeführt, aber ein Ausbruch des Vesuvs verhinderte weitere Aufführungen. Als die Oper drei Jahre später nach London kam, zählte Thomas Hardy, damals 69 Jahre alt, selbst zu den Premierengästen.

### Film
Der Roman wurde mindestens siebenmal verfilmt, darunter dreimal fürs Kino und viermal fürs Fernsehen.
- Kino:
  - 1913: James Searle Dawleys Stummfilmfassung der oben erwähnten Theaterinszenierung mit Minnie Maddern Fiske als Tess und dem Schotten David Torrence als Alec.[17]
  - 1924: Ein Stummfilm von Marshall Neilan mit Blanche Sweet (Tess), Stuart Holmes (Alec) und Conrad Nagel (Angel).[18]
  - 1979: Roman Polańskis Film Tess mit Nastassja Kinski (Tess), Leigh Lawson (Alec) und Peter Firth (Angel).[19]
  - 2011: Trishna, Michael Winterbottoms Adaption des Stoffes mit Freida Pinto in der Titelrolle.[20]

- Fernsehen:
  - 1952: BBC TV, unter Regie von Michael Henderson, mit Barbara Jefford (Tess), Michael Aldridge (Alec) und Donald Eccles (Angel).[21]
  - 1960: ITV, ITV Play of the Week, „Tess“, Regie: Michael Currer-Briggs, mit Geraldine McEwan (Tess), Maurice Kaufmann (Alec) und Jeremy Brett (Angel).[22]
  - 1998: London Weekend Televisions 3-Stunden Miniserie Tess of the d’Urbervilles, Regie: Ian Sharp, mit Justine Waddell (Tess), Jason Flemyng (Alec) und Oliver Milburn (Angel).[23]
  - 2008: 4-stündige BBC-Fassung, Drehbuch: David Nicholls, in Großbritannien im Herbst 2008 (in vier Teilen) gesendet,[24] und in den USA auf PBS in der Reihe Masterpiece Classic im Januar 2009 (in zwei Teilen).[25]  Unter den Darstellern: Gemma Arterton (Tess), Hans Matheson (Alec), Eddie Redmayne (Angel), Ruth Jones (Joan), Anna Massey (Mrs. d'Urberville) und Kenneth Cranham (Reverend James Clare).[26][27]

## Sekundärliteratur
- Franz K. Stanzel: Thomas Hardy: Tess of the d‘Urbervilles. In: Horst Oppel (Hrsg.): Der moderne englische Roman - Interpretationen. Erich Schmidt Verlag, Berlin, 2. Aufl. 1971, ISBN 3 503 00701 6, S. 34–48

## Belege
1. ↑  Die Website des Deutschen Historischen Museums zählt Tess zu den wichtigsten literarischen Ereignissen des Jahres 1891,
2. ↑  Vgl. Hardys Bemerkungen im Vorwort zur 5. Auflage 1892: "... there have been objectors both to the matter and the rendering."
3. ↑  Tess von d’Urbervilles (1925) im Katalog der Deutschen Nationalbibliothek, abgerufen am 3. Juli 2023.
4. ↑  Deceased Wife's Sister's Marriage Act 1907 auf archive.org (englisch), abgerufen am 8. Juli 2023.
5. ↑  Siehe Franz K. Stanzel: Thomas Hardy: Tess of the d’Urbervilles. In: Horst Oppel (Hrsg.): Der moderne englische Roman - Interpretationen. Erich Schmidt Verlag, 2. rev. Auflage Berlin 1971, ISBN 3-503-00701-6, S. 34–48, hier S. 38.
6. ↑  Vgl. genauer Franz K. Stanzel: Thomas Hardy: Tess of the d’Urbervilles. In: Horst Oppel (Hrsg.): Der moderne englische Roman - Interpretationen. Erich Schmidt Verlag, 2. rev. Auflage Berlin 1971, ISBN 3-503-00701-6, S. 34–48, hier S. 34.
7. ↑  Vgl. genauer Franz K. Stanzel: Thomas Hardy: Tess of the d’Urbervilles. In: Horst Oppel (Hrsg.): Der moderne englische Roman - Interpretationen. Erich Schmidt Verlag, 2. rev. Auflage Berlin 1971, ISBN 3-503-00701-6, S. 34–48, hier S. 35 f.
8. ↑  Vgl. genauer Franz K. Stanzel: Thomas Hardy: Tess of the d’Urbervilles. In: Horst Oppel (Hrsg.): Der moderne englische Roman - Interpretationen. Erich Schmidt Verlag, 2. rev. Auflage Berlin 1971, ISBN 3-503-00701-6, S. 34–48, hier S. 36 f.
9. ↑  Vgl. eingehend Franz K. Stanzel: Thomas Hardy: Tess of the d’Urbervilles. In: Horst Oppel (Hrsg.): Der moderne englische Roman - Interpretationen. Erich Schmidt Verlag, 2. rev. Auflage Berlin 1971, ISBN 3-503-00701-6, S. 34–48, hier S. 35 f.
10. ↑  Vgl. eingehend Franz K. Stanzel: Thomas Hardy: Tess of the d’Urbervilles. In: Horst Oppel (Hrsg.): Der moderne englische Roman - Interpretationen. Erich Schmidt Verlag, 2. rev. Auflage Berlin 1971, ISBN 3-503-00701-6, S. 34–48, hier S. 37 f.
11. ↑  Vgl. eingehend Franz K. Stanzel: Thomas Hardy: Tess of the d’Urbervilles. In: Horst Oppel (Hrsg.): Der moderne englische Roman - Interpretationen. Erich Schmidt Verlag, 2. rev. Auflage Berlin 1971, ISBN 3-503-00701-6, S. 34–48, hier S. 38–40.
12. ↑  Vgl. ausführlich Franz K. Stanzel: Thomas Hardy: Tess of the d’Urbervilles. In: Horst Oppel (Hrsg.): Der moderne englische Roman - Interpretationen. Erich Schmidt Verlag, 2. rev. Auflage Berlin 1971, ISBN 3-503-00701-6, S. 34–48, hier S. 41 f.
13. ↑  Vgl. ausführlich Franz K. Stanzel: Thomas Hardy: Tess of the d’Urbervilles. In: Horst Oppel (Hrsg.): Der moderne englische Roman - Interpretationen. Erich Schmidt Verlag, 2. rev. Auflage Berlin 1971, ISBN 3-503-00701-6, S. 34–48, hier S. 42–44.
14. ↑  Siehe Franz K. Stanzel: Thomas Hardy: Tess of the d’Urbervilles. In: Horst Oppel (Hrsg.): Der moderne englische Roman - Interpretationen. Erich Schmidt Verlag, 2. rev. Auflage Berlin 1971, ISBN 3-503-00701-6, S. 34–48, hier S. 45.
15. ↑  Siehe Franz K. Stanzel: Thomas Hardy: Tess of the d’Urbervilles. In: Horst Oppel (Hrsg.): Der moderne englische Roman - Interpretationen. Erich Schmidt Verlag, 2. rev. Auflage Berlin 1971, ISBN 3-503-00701-6, S. 34–48, hier S. 46 f.
16. ↑  The Streets: Mike Skinner Is Helping to Redefine what the Streets Are All About.(Interview). Guardian, 1. Mai 2003, archiviert vom Original am 11. Dezember 2008; abgerufen am 5. Dezember 2008 (englisch).  Info: Der Archivlink wurde automatisch eingesetzt und noch nicht geprüft. Bitte prüfe Original- und Archivlink gemäß Anleitung und entferne dann diesen Hinweis.
17. ↑  Tess of the d’Urbervilles (1913). – IMDb.
18. ↑  Tess of the d’Urbervilles (1924). – IMDb.
19. ↑  Tess (1979). – IMDb.
20. ↑  http://www.imdb.com/title/tt1836987/
21. ↑  Tess of the d’Urbervilles (1952) (TV). – IMDb.
22. ↑  ITV Play of the Week – "Tess" (1960). – IMDb.
23. ↑  Tess of the d’Urbervilles (1998). – IMDb.
24. ↑  Tess of the d’Urbervilles – Thomas Hardy's classic novel for BBC One. – BBC, 21. Januar 2008.
25. ↑  David Wiegand: Compelling Performances Rescue Tess. In: San Francisco Chronicle, 2. Januar 2009.
26. ↑  Tess of the d’Urbervilles – Vibrant Young Cast Line-up for Dramatic Adaptation of Hardy Classic for BBC One. – BBC, 17. März 2008.
27. ↑  Tess of the d’Urbervilles (2008). – IMDb.